# جونيور لوكوسا
جونيور لوكوسا (بالإنجليزية: Junior Sewanu Lokosa)‏ هو لاعب كرة قدم نيجيري ولد سنة 1993 في نيجيريا.

## روابط خارجية
- جونيور لوكوسا على موقع قاعدة بيانات كرة القدم.إي يو (الإنجليزية)
- جونيور لوكوسا على موقع Soccerway.com (الإنجليزية)